# Ecoregione marina

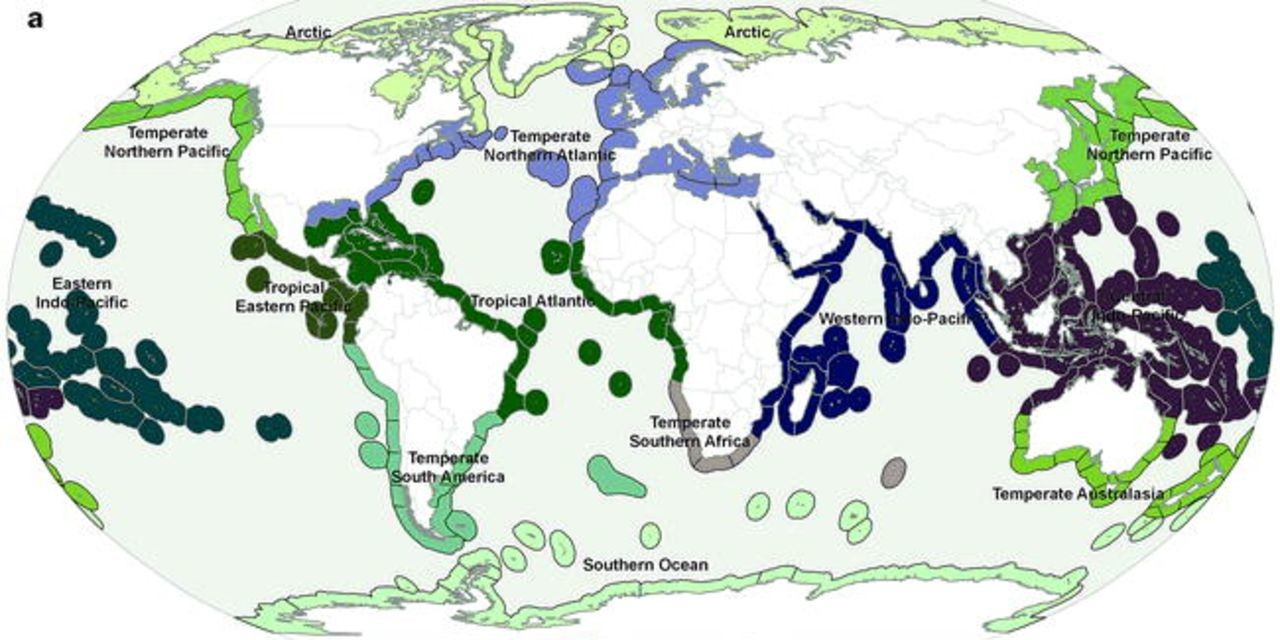
Ecozone marine secondo il MEOW

Le ecoregioni marine sono ecoregioni (regioni ecologiche) degli oceani e mari identificati e definiti sulla base delle caratteristiche biogeografiche. Le ecoregioni marine non comprendono le terre emerse, anche quando queste sono masse insulari con una superficie relativamente ridotta rispetto all'acqua circostante, come nel caso delle ecoregioni terrestri dell'Oceania.

## Introduzione
Una definizione più completa descrive le ecoregioni come “aree con una composizione delle specie relativamente omogenea, chiaramente distinguibili da quelle adiacenti” dominate da “un ridotto numero di ecosistemi e/o una forma distinta di organizzazione delle caratteristiche oceanografiche o topografiche”. Ecologicamente, “sono unità fortemente coese, sufficientemente ampie da comprendere al loro interno i processi ecologici o vitali per la maggior parte delle specie sedentarie.”

## Ecoregioni marine del mondo
Il sistema globale di classificazione delle ecoregioni marine del mondo (Marine Ecoregions of the World—MEOW) è stato messo a punto da un gruppo internazionale di ricercatori, che comprendeva le principali organizzazioni di conservazione, istituzioni accademiche e organizzazioni intergovernative.  Il file di overlay con le ecoregioni è disponibile per il download come file ArcGIS Shapefile.
Il sistema ha una forte base biogeografica, ma è stato concepito per supportare le azioni di conservazione per gli ecosistemi marini.

### Suddivisioni
Le ecoregioni marine sono state raggruppate in due livelli: Regni e Provincie. Si ha quindi una organizzazione di questo tipo:
- Regno marino
  - Provincia marina
    - Ecoregione marina

Questo schema del WWF/Nature Conservancy attualmente copre solo le aree costiere e della piattaforma continentale; le ecoregioni degli oceani profondi non sono ancora state prese in considerazione.

#### Regni marini
I regni marini (realms nella definizione originaria), costituiscono la suddivisione di livello più alto delle ecoregioni marine. Possono essere considerati equivalenti alle ecozone terrestri. Sono definiti come "grandi aree di costa oceanica, bentonica a pelagica, al cui interno le biota sono coerenti al livello tassonomico più elevato. I regni marini hanno degli elevati livelli di endemismo, con taxa unici a livello di genere e famiglia."
Sono stati individuati 12 regni marini:
1. Regno Artico
2. Atlantico settentrionale temperato
3. Pacifico settentrionale temperato
4. Atlantico tropicale
5. Indo-Pacifico occidentale
6. Indo-Pacifico centrale
7. Indo-Pacifico orientale
8. Pacifico orientale tropicale
9. America meridionale temperata
10. Africa meridionale temperata
11. Australasia temperata
12. Oceano antartico

#### Province marine
Ciascun regno marino è suddiviso in province marine, che costituiscono pertanto l'aggregazione di secondo livello delle ecoregioni marine. Le provincie vengono definite come, "grandi aree definite dalla presenza di biota distinti che hanno almeno una certa coesione rispetto al periodo di evoluzione.  Le province hanno un certo livello di endemismo, principalmente a livello di specie. Sebbene l'isolamento storico ha avuto un ruolo, molte di queste biota si sono formate a causa di caratteristiche abiotiche distintive che hanno circoscritto i loro confini. Queste possono includere caratteristiche geomorfologiche (isole isolate o mari semichiusi); caratteristiche idrografiche (correnti, correnti di risalita, dinamiche dei ghiacci); o influenze geochimiche (elementi nutrienti e salinità)."
Sono state individuate 62 provincie marine:
1. Mar Glaciale Artico
2. Mari europei settentrionali
3. Lusitania
4. Mediterraneo
5. Atlantico nordorientale temperato fresco
6. Atlantico nordorientale temperato caldo
7. Mar Nero
8. Pacifico nordoccidentale temperato fresco
9. Pacifico nordoccidentale temperato caldo
10. Pacifico nordorientale temperato fresco
11. Pacifico nordorientale temperato caldo
12. Atlantico tropicale nordoccidentale
13. Piattaforma brasiliana settentrionale
14. Atlantico sudoccidentale tropicale
15. Isole di Sant'Elena e Ascensione
16. Zona di transizione Africana occidentale
17. Golfo di Guinea
18. Mar Rosso e golfo di Aden
19. Somalo/Arabica
20. Oceano Indiano occidentale
21. Piattaforma indiana occidentale e meridionale

1. Isole dell'Oceano Indiano centrale
2. Golfo del Bengala
3. Mare delle Andamane
4. Mar cinese meridionale
5. Piattaforma della Sonda
6. Transizione di Giava
7. Kuroshio meridionale
8. Pacifico tropicale nordoccidentale
9. Triangolo del corallo occidentale
10. Triangolo del corallo orientale
11. Piattaforma di Sahul
12. Piattaforma australiana nordorientale
13. Piattaforma australiana nordoccidentale
14. Pacifico tropicale sudoccidentale
15. Isole di Lord Howe e Norfolk
16. Hawaii
17. Isole Marshall, Gilbert e Ellice
18. Polinesia centrale
19. Polinesia sudorientale
20. Isole Marchesi
21. Isola di Pasqua

1. Pacifico tropicale orientale
2. Galapagos
3. Pacifico sudorientale temperato caldo
4. Juan Fernandez e Desventuradas
5. Atlantico sudoccidentale temperato caldo
6. Magellanica
7. Tristan e Gough
8. Benguela
9. Agulhas
10. Amsterdam-St Paul
11. Nuova Zelanda settentrionale
12. Nuova Zelanda meridionale
13. Piattaforma centrale australiana orientale
14. Piattaforma australiana sudorientale
15. Piattaforma australiana sudoccidentale
16. Piattaforma australiana centrale occidentale
17. Isole subantartiche
18. Mare di Scotia
19. Alto Antartico continentale
20. Nuova Zelanda subantartica

#### Ecoregioni
La classificazione delle ecoregioni marine del mondo ha portato ad individuare 232 ecoregioni.

## Altre classificazioni delle ecoregioni marine
Altre classificazioni delle ecoregioni marine o di aree simili sono state ampiamente sviluppate a livello nazionale e regionale e in alcuni casi anche a livello planetario.
Ognuno di questi sistemi, insieme a un certo numero di classificazioni biogeografiche in uso regionalmente, è stato usato per definire il sistema MEOW. La lista del WWF Global 200 identifica inoltre un certo numero di habitat principali che corrispondono ai biomi terrestri: polare, piattaforme continentali e mari temperati, zone di risalita temperate, zone di risalita tropicali, zone coralline tropicali, zone pelagiche, zone abissali, e zone adopelagiche (fosse oceaniche).
Province costiere di Briggs
Una delle prime classificazioni complete è stata quella delle 53 province costiere di Briggs nel 1974. Il sistema dei 64 grandi ecosistemi marini ha una copertura quasi planetaria su base biogeografica. 
WWF Global 200
Il World Wildlife Fund—WWF ha identificato 43 ecoregioni marine prioritarie, nell'ambito della lista Global 200.